# Virje
Virje – wieś w Chorwacji, w żupanii kopriwnicko-kriżewczyńskiej, w gminie Virje. W 2011 roku liczyła 3302 mieszkańców.